# سد پتانسیل محدود

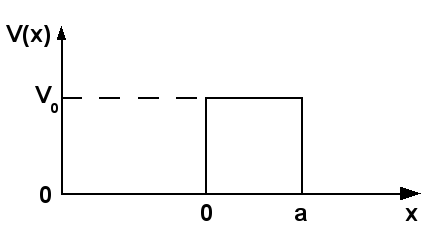

در مکانیک کوانتومی، سد پتانسیل محدود یک مسئله یک‌بعدی استاندارد برای نشان دادن وجود تونل‌زنی کوانتمی و بازتاب کوانتمی است. مسئله متشکل از حل یک بعدی مستقل از زمان معادله شرودینگر برای یک ذره در مواجهه با یک سد پتانسیل است که معمولاً فرض گرفته می‌شود که ذره آزاد از سمت چپ به سد برخورد می‌کند.
اگر چه به‌طور کلاسیک یک ذره به عنوان یک نقطه در برخورد با سد پتانسیل منعکس خواهد شد، در مکانیک کوانتم، یک ذره در واقع با رفتار موجی، با احتمال غیر صفر در می‌تواند در مانع نفوذ کند و از آن بگذرد. احتمال این که ذرات از مانع عبور کنند با ضریب انتقال بیان می‌شود در حالی که احتمال انعکاس آنها با توجه به ضریب بازتاب است. معادله شرودینگر اجازه محاسبه این ضرایب را می‌دهد.

## محاسبه

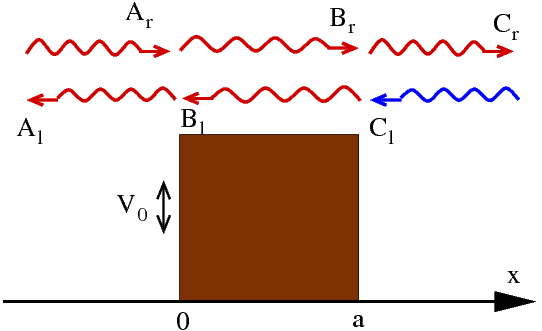
محاسبه سد پتانسیل محدود

معادله مستقل از زمان شرودینگر برای تابع موج {\displaystyle \psi (x)} این است:
{\displaystyle H\psi (x)=\left[-{\frac {\hbar ^{2}}{2m}}{\frac {d^{2}}{dx^{2}}}+V(x)\right]\psi (x)=E\psi (x)}
که در آن {\displaystyle H} هامیلتونین است، {\displaystyle \hbar } ضریب کاهیده پلانک، {\displaystyle m} جرم، {\displaystyle E} انرژی ذره و
{\displaystyle V(x)=V_{0}[\Theta (x)-\Theta (x-a)]}
سد پتانسیل با ارتفاع {\displaystyle V_{0}>0} و عرض {\displaystyle a} است. {\displaystyle \Theta (x)=0,\;x<0;\;\Theta (x)=1,\;x>0}
که یک تابع پله‌ای هویساید است.
{\displaystyle V(x)={\begin{cases}0&{\text{if }}x<0\\V_{0}&{\text{if }}0<x<a\\0&{\text{if }}a<x\end{cases}}}
این سد بین {\displaystyle x=0} و {\displaystyle x=a}. قرار دارد. سد را می‌توان به هر موقعیت دلخواه {\displaystyle x} بدون تغییر نتایج منتقل کرد. بخش اول در هامیلتونی، {\displaystyle -{\frac {\hbar ^{2}}{2m}}{\frac {d^{2}}{dx^{2}}}\psi }، انرژی جنبشی است.
این سد فضا را به سه بخش ({\displaystyle x<0,0<x<a,x>a}) تقسیم می‌کند. در هر یک از این قطعات پتانسیل ثابت است که به این معنی که ذرات شبه‌آزاد هستند و حل معادله شرودینگر می‌تواند به عنوان یک برهم نهی از حل‌های معادله موج نوشته شود. (ر.ک. ذره آزاد). اگر {\displaystyle E>V_{0}}
{\displaystyle \psi _{L}(x)=A_{r}e^{ik_{0}x}+A_{l}e^{-ik_{0}x}\quad x<0}
{\displaystyle \psi _{C}(x)=B_{r}e^{ik_{1}x}+B_{l}e^{-ik_{1}x}\quad 0<x<a}
{\displaystyle \psi _{R}(x)=C_{r}e^{ik_{0}x}+C_{l}e^{-ik_{0}x}\quad x>a}
که در آن عدد موج وابسته به انرژی از طریق زیر بدست می‌آید
{\displaystyle k_{0}={\sqrt {2mE/\hbar ^{2}}}\quad \quad \quad \quad x<0\quad or\quad x>a}
{\displaystyle k_{1}={\sqrt {2m(E-V_{0})/\hbar ^{2}}}\quad 0<x<a}
شاخص {\displaystyle r}/{\displaystyle l} در ضرایب {\displaystyle A} و {\displaystyle B} نشان دهنده جهت بردار سرعت است. توجه داشته باشید که اگر انرژی از ذرات کمتر از ارتفاع سد باشد، {\displaystyle k_{1}} موهومی می‌شود و تابع موج به صورت نمایی در سد کوچک می‌شود. با این حال، نماد r/l را حتی اگر امواج انتشار نیابند نگاه می‌داریم. در اینجا ما فرض کرده‌ایم  {\displaystyle E\neq V_{0}}. حالت {\displaystyle E=V_{0}} پایین‌تر توضیح داده شده‌است.
ضرایب {\displaystyle A,B,C} از شرایط مرزی تابع موج در {\displaystyle x=0} و {\displaystyle x=a}. بدست می‌آیند. تابع موج و مشتقاتش باید در همه جا پیوسته باشند.
{\displaystyle \psi _{L}(0)=\psi _{C}(0)}
{\displaystyle {\frac {d}{dx}}\psi _{L}(0)={\frac {d}{dx}}\psi _{C}(0)}
{\displaystyle \psi _{C}(a)=\psi _{R}(a)}
{\displaystyle {\frac {d}{dx}}\psi _{C}(a)={\frac {d}{dx}}\psi _{R}(a)}
قرار دادن توابع موج با شرایط مرزی زیر این شرایط را روی ضرایب اعمال می‌کند.
{\displaystyle A_{r}+A_{l}=B_{r}+B_{l}}
{\displaystyle ik_{0}(A_{r}-A_{l})=ik_{1}(B_{r}-B_{l})}
{\displaystyle B_{r}e^{iak_{1}}+B_{l}e^{-iak_{1}}=C_{r}e^{iak_{0}}+C_{l}e^{-iak_{0}}}
{\displaystyle ik_{1}(B_{r}e^{iak_{1}}-B_{l}e^{-iak_{1}})=ik_{0}(C_{r}e^{iak_{0}}-C_{l}e^{-iak_{0}})}

## E =V0
اگر این انرژی برابر ارتفاع سد باشد، جواب معادله شرودینگر در منطقه سد نمایی نخواهد بود و بلکه به شکل خطی نمایش داده می‌شود:
{\displaystyle \psi _{C}(x)=B_{1}+B_{2}x\quad 0<x<a.}
حل کامل معادله شرودینگر به همان شکل بالا و با در نظر گرفتن شرایط مرزی و پیوستگی تابع موج و مشتقات آنها در {\displaystyle x=0} و {\displaystyle x=a} بدست می‌آید که نتایج را در زیر را بر روی ضرایب اعمال می‌کند:
{\displaystyle A_{r}+A_{l}=B_{1}\,\!}
{\displaystyle ik_{0}(A_{r}-A_{l})=B_{2}\,\!}
{\displaystyle B_{1}+B_{2}a=C_{r}e^{iak_{0}}+C_{l}e^{-iak_{0}}}
{\displaystyle B_{2}=ik_{0}(C_{r}e^{iak_{0}}-C_{l}e^{-iak_{0}})}

## انتقال و انعکاس
در این مرحله بهتر است برای یادگیری وضعیت کلاسیک را با حالت کوانتمی مقایسه کرد. در هر دو مورد ذرات خارج از محدود سد عنوان یک ذره آزاد رفتار می‌کنند. یک ذره کلاسیک با انرژی {\displaystyle E} بزرگتر از ارتفاع سد {\displaystyle V_{0}} همیشه از مانع عبور خواهد و ذره کلاسیک با {\displaystyle E<V_{0}} در برخورد با سد همیشه منعکس می‌شود.
برای مطالعه مورد کوانتومی مورد زیر را در نظر بگیرید: یک ذره سد از سمت چپ ({\displaystyle A_{r}}) به سد برخورد می‌کند. ممکن است منعکس شود ({\displaystyle A_{l}}) یا منتقل می‌شود ({\displaystyle C_{r}}).
برای پیدا کردن دامنه انعکاس و انتقال برای برخورد از سمت چپ، ما در معادلات {\displaystyle A_{r}=1} (ذره ورودی), {\displaystyle A_{l}=r} (انعکاس), {\displaystyle C_{l}}=۰ (بدون ذره ورودی از سمت راست) {\displaystyle C_{r}=t} (انتقال) قرار می‌دهیم. پس از آن ضرایب {\displaystyle B_{l},B_{r}} از معادله حذف می‌شود و {\displaystyle r} و {\displaystyle t} قابل حل خواهند بود.
نتیجه این است:
{\displaystyle t={\frac {4k_{0}k_{1}e^{-ia(k_{0}-k_{1})}}{(k_{0}+k_{1})^{2}-e^{2iak_{1}}(k_{0}-k_{1})^{2}}}}
{\displaystyle r={\frac {(k_{0}^{2}-k_{1}^{2})\sin(ak_{1})}{2ik_{0}k_{1}\cos(ak_{1})+(k_{0}^{2}+k_{1}^{2})\sin(ak_{1})}}.}
با توجه به تقارن آینه‌ای مدل، دامنه برای بروز از سمت راست و چپ یکی است. توجه داشته باشید که این عبارات برای هر انرژی {\displaystyle E>0} صادق است.